# Nephrotoma sakalava
Nephrotoma sakalava är en tvåvingeart som beskrevs av Alexander 1960. Nephrotoma sakalava ingår i släktet Nephrotoma och familjen storharkrankar. Inga underarter finns listade i Catalogue of Life.